# Xuánzàng
Xuánzàng (玄奘T, XuánzàngP, al secolo 陳褘S, Chén HuīP) detto Sanzang (三藏S, SānzàngP) dal nome dei sutra che portò con sé dal suo viaggio (Luoyang, 602 – Tongchuan, 664) è stato un monaco buddista, esploratore e traduttore cinese, che intraprese un pericoloso viaggio lungo la via della seta, ed è per questo spesso paragonato a Marco Polo.

## Biografia

### Infanzia
Nacque nel 602 a Luoyang in Henan durante la dinastia Sui con il nome di Chen Yi (陳褘T), nipote di un professore dell'Accademia Imperiale e figlio di un filosofo confuciano, ultimo di quattro figli; il padre si prese cura dell'istruzione dei figli, e insegnò loro tutti i testi canonici del confucianesimo ortodosso. Nonostante la formazione confuciana, però, già uno dei suoi fratelli maggiori era diventato monaco buddista, e Xuanzang espresse il desiderio di seguirne l'esempio. Dopo la morte del padre nel 611, andò a Luoyang dal fratello, nel monastero di Jingtu (淨土寺T), finanziato dall'imperatore; qui studiò testi del Buddismo dei Nikāya e del Mahāyāna, schierandosi con questi ultimi insegnamenti.
Alla caduta dei Sui nel 618, i due fratelli fuggirono prima a Chang'an, la nuova capitale dei Tang, poi a Chengdu, nel Sichuan, dove trascorsero due o tre anni nel monastero di Kong Hui. Nonostante Xuanzang seguisse la vita monastica già da diversi anni, fu ordinato monaco solo nel 622; insoddisfatto delle molte contraddizioni nelle versioni cinesi dei testi, decise di lasciare il fratello e di tornare a Chang'an, dove studiò il sanscrito e forse anche il tocario, e si interessò di metafisica Yogācāra.

### Viaggio
Nel 629 disse di aver avuto un sogno che lo spingeva a recarsi in India; la decisione fu probabilmente motivata dal desiderio di studiare i testi originali direttamente in sanscrito, e di avere accesso a molti più lavori di quelli disponibili in Cina. Al tempo però l'imperatore Tang Taizong era in guerra con i Göktürk (turchi orientali), e l'espatrio era proibito: Xuanzang riuscì a convincere delle guardie buddiste alle porte di Yumen e fuggì verso Nord-Ovest, attraverso le province di Gansu e Qinghai. Attraversò il deserto del Gobi fino all'oasi di Hami, costeggiò la catena montuosa del Tien Shan verso occidente e nel 630 arrivò all'oasi di Turfan, dove il re buddista gli diede un passaporto e alcuni oggetti di valore per pagare le spese del viaggio.
Continuando il suo cammino verso occidente riuscì ad evitare i briganti e raggiunse Yanqi, poi visitò i monasteri Sarvāstivāda di Kucha, passò Aksu e deviò a Nord-Ovest per attraversare il valico di Bedal nell'odierno Kirghizistan. A Tokmok, nell'odierno Kirgiziskistan, il re turco era in buone relazioni con i Tang e gli offrì un banchetto; da qui proseguì per Tashkent e poi Samarcanda, in un'area di influenza persiana, dove avendo visto diversi templi buddisti abbandonati impressionò il re locale con la sua predica. Ripartendo verso Sud, attraversò il Pamir e l'Amu Darya per giungere a Termez, dove incontrò un'ampia comunità di monaci buddisti.
Tornando leggermente a Est passò da Kunduz, dove si fermò brevemente per assistere ai funerali del principe Tardu, morto di avvelenamento; qui incontrò il monaco Dharmasimha, poi riprese il viaggio a Ovest verso Balkh (odierno Afghanistan), dove visitò siti e reliquie buddisti, e specialmente il Nava Vihara, o Nawbahar, che descrisse come l'istituzione monastica più occidentale del mondo. Qui Xuanzang trovò più di 3.000 monaci probabilmente lokottaravada, tra cui Prajnakara, un monaco con cui anni prima aveva studiato le scritture del Buddismo dei Nikāya; e qui trovò anche una copia del Mahāvibhāṣa Śāstra, un testo dell'Abhidharma Sarvāstivāda che avrebbe poi tradotto in cinese (Canone cinese). Prajnakara lo accompagnò per un breve tratto a Sud a Bamyan, dove Xuanzang fu ricevuto dal re e ebbe l'occasione di osservare le decine di monasteri lokottaravada e soprattutto i due Buddha di Bamiyan scavati nella parete di roccia, distrutti dai talebani nel 2001. Per proseguire dovette poi tornare leggermente a Est e attraversare il passo di Shibar per entrare a Kapisi (circa 60 km a Nord dell'odierna Kabul), parte del famoso regno greco-buddista di Gandhara, e nella quale trovò più di cento monasteri e 6.000 monaci, prevalentemente del Mahāyāna. Qui Xuanzang incontrò i primi giainisti e induisti, e prese parte ad un pubblico dibattito religioso, dimostrando la sua conoscenza di molte scuole buddiste. Proseguì per Nagarahāra (odierna Jalalabad) e Laghman, dove concluse di aver raggiunto l'India (la città infatti era situata sulla via commerciale che collegava il subcontinente a Palmira, ed era forte l'influenza indiana). L'anno era il 630.

### India
Xuanzang attraversò quindi il fiume Hunza e il passo di Khyber, raggiungendo Purushapura (odierna Peshawar), dove vide molti stupa, deducendo dal numero di fedeli che il buddismo nella regione stava cominciando il suo declino; uno degli stupa che descrisse, chiamato Kanishka Stupa, fu riscoperto solo nel 1908 da D.B. Spooner proprio grazie alla sua descrizione. Lasciando Purushapura viaggiò verso Nord-Est attraversando la valle di Swat e raggiungendo Udyana, dove trovò circa 1.400 antichi monasteri, che in passato avevano ospitato 18.000 monaci ma ora erano custoditi solo da una piccola comunità di monaci del Mahāyāna; continuò a Nord nella valle di Buner, poi attraversò l'Indo a Hund, quindi si diresse a Takshashila (oggi Taxila), che si trovava all'interno di un regno buddista vassallo del Kashmir; la città ospitava un'importante università, e all'epoca raccoglieva 5.000 monaci in circa 100 monasteri. Qui Xuanzang incontrò importanti esponenti del buddismo del Mahāyāna e si fermò a studiare con loro per un paio d'anni; nell'università trovò anche importante materiale sul Quarto Concilio Buddista tenutosi in Kashmir intorno al I secolo sotto l'egida del re Kanishka di Kushan.
Nel 633, Xuanzang lasciò il Kashmir e viaggiò a Sud verso Chinabhukti (forse l'odierna Firozpur), dove studiò per un altro anno con il principe Vinitaprabha.
Nel 634 si rivolse a Est verso Jalandhara, nel Punjab orientale, poi visitò i monasteri theravādin della valle di Kullu, quindi andò a Sud a Bairat e Mathura, sul fiume Yamuna; Mathura ospitava circa 2.000 monaci di entrambe le scuole, nonostante la popolazione fosse prevalentemente induista. Xuanzang risalì il fiume verso Srughna, poi attraversò il Gange e nel 635 arrivò a Matipura. Da qui, si incamminò verso Sud per visitare Sankasya (Kapitha), proseguì verso Kanyakubja (Kannauj). Qui, nel 636, Xuanzang incontrò 100 monasteri e 10.000 monaci tra Mahāyāna e Theravāda, e fu colpito dal patrocinio offerto dal re Harsha a entrambe le scuole buddiste. Trascorse un po' di tempo in città per studiare le scritture theravādin, poi ripartì verso Est per Ayodhya (Saketa), terra natale della scuola Yogācāra; quindi proseguì a Sud per Kausambi (Kosam), dove si fece fare una copia di un importante e famoso dipinto raffigurante il Buddha.
A questo punto Xuanzang ritornò a Nord a Sravasti, attraversò il Terai (odierno Sud del Nepal), dove trovò dei monasteri buddisti abbandonati, e arrivò a Kapilavastu, la sua ultima sosta prima di Lumbini, il luogo di nascita del Buddha. A Lumbini, ebbe modo di ammirare la colonna posta dal re Aśoka nel luogo in cui il Buddha nacque, e si fermò a pregare sotto di essa; la colonna sarebbe stata riscoperta nel 1895 da A. Fuhrer.
Nel 637, Xuanzang lasciò Lumbini per Kusinagara, luogo della morte del Buddha, poi si diresse verso il parco di Sarnath, dove Buddha aveva tenuto il suo primo discorso, e dove incontrò circa 1.500 monaci. Rivoltosi a Est, passando Varanasi raggiunse Vaiśālī, Pataliputra e Bodh Gaya. I monaci locali lo accompagnarono poi a Nālandā, la più grande università indiana dell'epoca, dove trascorse i successivi due anni. Qui era in compagnia di diverse migliaia di monaci e studiosi (si stima che all'epoca fossero circa 10.000) con i quali approfondì i suoi studi di logica, grammatica, sanscrito, e dottrina yogācāra.
Ebbe però difficoltà a inserirsi nell'ambiente accademico, e nel 638 ripartì alla volta del Bengala, ma pensò anche a un'altra destinazione, l'isola di Sri Lanka, sede principale della scuola del Theravāda e depositaria di un'importante reliquia, uno dei denti del Buddha ritrovato tra le ceneri della sua pira funeraria. Dei monaci del Sud venuti in pellegrinaggio lo convinsero a continuare per la via di terra e imbarcarsi più a Sud, anziché a Tamralipiti (odierna Tamluk), perciò seguì la costa orientale, attraversò Orissa, dove incontrò e descrisse delle tribù aborigene poco indianizzate, poi attraversò Andhra, la prima regione di lingua dravidica, e trascorse ad Amaravati o Bezvada la stagione delle piogge (639). Continuando il viaggio entrò nel regno di Pallava fermandosi a Mahabalipuram e Kanchipuram, dove alcuni religiosi singalesi in fuga dalla guerra civile che devastava l'isola gli consigliarono di rinunciare; perciò controvoglia evitò di visitare Tanjavur e Madurai e risalì invece lungo la costa occidentale, attraversando Goa e Maharashtra, che allora formavano l'impero Chalukya, e forse trascorse la stagione delle piogge del 641 a Nashik. Visitò le grotte di Ajanta, pur senza descriverle nei suoi appunti, e sostò qualche giorno nel porto di Bharuch, la Barygaza dei greci, un grande porto commerciale che collegava l'India all'Egitto. Attraversò quindi il Gujarat, entrando nel Sindh, dove prese qualche appunto sull'Impero sasanide che sarebbe stato presto cancellato dalle invasioni arabe.
Stranamente, Xuanzang che visitava coscienziosamente tutti i siti buddisti indiani non fece alcun riferimento a Sanchi, centro importante e attivo oltre che sede di numerosi monumenti buddisti, tra cui il Grande Stupa costruito da Aśoka per contenere delle reliquie del Buddha.
A questo punto invece fece ritorno a Nālandā, dove riprese parte alle dispute oratorie, in cui difese la dottrina del Buddha contro quelle induiste dei brahmini, degli Śivaiti e dei vaishnaviti. Il re Bhaskara Kumara di Assam, avendo sentito parlare di lui, lo invitò nel suo regno; là, Xuanzang pensò di tornare in Cina, data la vicinanza, ma rinunciò per la difficoltà del terreno e dei rischi di malattie e bestie selvagge. Ricevette invece un invito dall'imperatore Harsha, che lo invitava nella sua capitale; malgrado la sua devozione alla scuola del Mahāyāna, Harsha, come tutti i sovrani dell'India, non si pose mai contro le scuole induiste, e desiderava perciò organizzare un'assemblea con rappresentanti di tutte le confessioni religiose. Durante i primi giorni del 643 l'imperatore l'accompagnò personalmente risalendo con lui il Gange verso Kanauj; nell'assemblea il monaco si dimostrò tanto abile da infastidire anche i monaci buddisti di scuola theravādin. Un santuario costruito da Harsha per ospitare una statua del Buddha fu però bruciato, probabilmente da alcuni brahmini scontenti, e l'imperatore stesso scampò a un tentativo d'omicidio, forse da parte dello stesso gruppo: cinquecento brahmini furono espulsi dall'India, una punizione considerata peggiore della morte perché li costringeva a vivere nell'impurità. Xuanzang venne invitato dall'imperatore a presenziare alla Kumbh Mela, di cui Xuanzang fece la prima descrizione storica, a Prayag (odierna Allahabad) assieme a 18 vassalli dell'imperatore, poi nonostante le insistenze di questi decise di lasciare il Paese.
Nel 644 attraversò l'Indo, nel quale perse una cinquantina di manoscritti. Il re del Kashmir, avendo appreso che egli non avrebbe attraversato il suo regno, andò a incontrarlo, forse cercando in lui un appoggio contro le orde turche che premevano ai suoi confini allettati dalle ricchezze del regno, e che spesso finivano per convertirsi al Buddismo. Xuanzang però insistette per tornare in patria, e del resto il suo aiuto sarebbe stato superfluo, poiché non molto tempo dopo tali tribù si sarebbero convertite all'Islam e avrebbero obliterato la civiltà greco-buddista tagliando ogni collegamento con il bacino mediterraneo.
Xuanzang riprese perciò la strada del Pamir, facendo a ritroso il cammino che lo aveva condotto in India.

### Ritorno

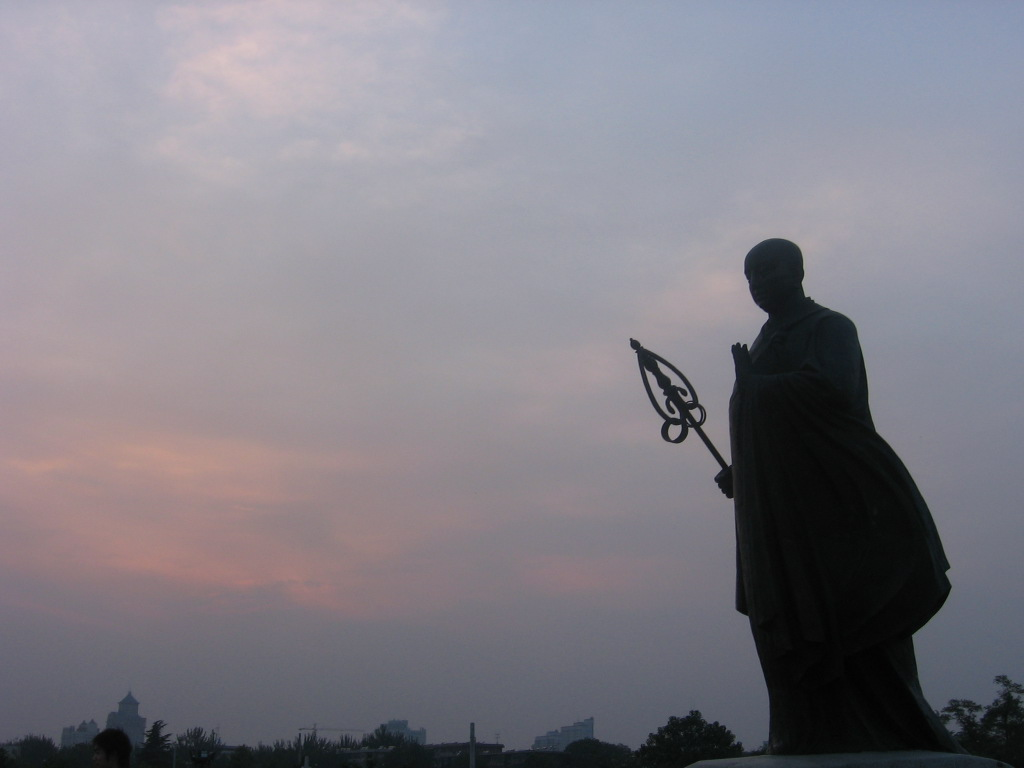
Statua di Xuanzang all'entrata della Grande Pagoda dell'Oca Selvatica, costruita a Xi'an nello Shaanxi per ospitare i testi che portò con sé dal suo viaggio.

Xuanzang ritornò nella Cina dei Tang nel 645 portando con sé 657 sutra in sanscrito del Tripitaka, e l'imperatore Tang Taizong gli accordò grandi privilegi ma gli chiese di scrivere un resoconto di ciò che aveva visto nei suoi viaggi (probabilmente considerando l'utilità di queste informazioni in ottica espansionistica): l'opera che Xuanzang scrisse, Viaggio in Occidente dal Grande Tang (大唐西域記T, Dà Táng Xīyù JìP), è oggi un documento storico molto importante, che permette di ricostruire la situazione politica, sociale e religiosa dell'India dell'epoca, lo stato del Buddismo, descritto proprio all'inizio della sua fase di declino nel subcontinente, ed è la principale fonte di informazioni sull'imperatore Harsha. Le sue descrizioni furono utili a molti archeologi per ritrovare i monumenti da lui descritti, e dal 2005 una spedizione, condotta da Zemaryali Tarzi, sta cercando di trovare un terzo Buddha nell'area di Bamiyan, basandosi sulle due descrizioni di un Buddha sdraiato della lunghezza di circa 300 metri.
Secondo la tradizione a lui si deve anche il Cheng Weishi Lun, un commentario ai sutra.
A capo di un'accademia imperiale nella capitale Chang'an (oggi Xi'an), per il resto della sua vita si dedicò alla traduzione dei sutra in cinese. Il suo lavoro, oltre ad ampliare enormemente il numero di testi disponibili al Buddismo cinese, preservò anche diversi testi andati perduti nella versione originale.
La scuola di Faxiang, fondata dal suo discepolo Fuiji, ebbe vita breve, ed il suo insegnamento sopravvisse solo in Giappone nella scuola Hossō.
Durante la dinastia Yuan, Wu Changling (吳昌齡T) mise in scena un'opera teatrale incentrata sul viaggio di Xuanzang alla ricerca delle scritture.
Il viaggio di Xuanzang, e le leggende che lo circondarono, ispirarono poi il romanzo del XVI secolo Il viaggio in Occidente, considerato uno dei maggiori classici della letteratura cinese. Nel romanzo Xuanzang è la reincarnazione di un discepolo diretto di Gautama Buddha e al termine del viaggio diventa un buddha a sua volta.

## Reliquie
Un teschio che si dice fosse di Xuanzang era conservato nel Tempio della Grande Compassione a Tianjin fino al 1956, quando fu portato a Nalanda - sembra dal Dalai Lama - e donato all'India: la reliquia è ora conservata nel museo di Patna. Anche il Monastero Wenshu a Chengdu, nel Sichuan, sostiene di conservare parte del teschio di Xuanzang.